# Loung Ung

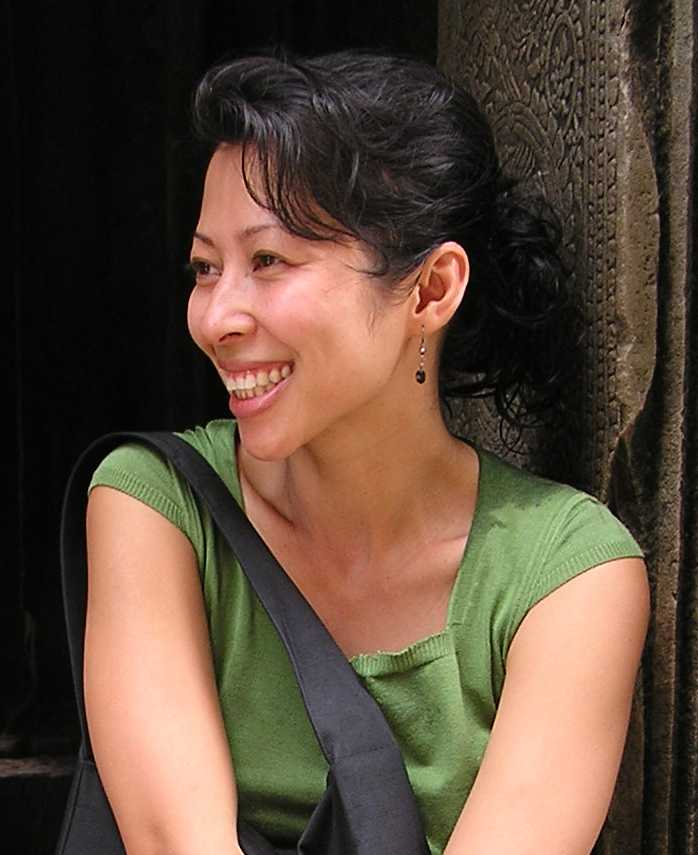
Loung Ung

Loung Ung (Khmer: អ៊ឹង លួង) (Phnom Penh, 17 april 1970) is een Cambodjaans-Amerikaanse mensenrechtenactiviste, internationaal spreker en de nationale vertegenwoordiger voor de "Campagne voor een landmijnvrije wereld". Tussen 1997 en 2003 was ze in dezelfde hoedanigheid actief voor de "International Campaign to Ban Landmines", die gerelateerd is aan de Vietnam Veterans of America Foundation.
Ung werd geboren als zesde van de zeven kinderen van Sem Im Ung en Ay Chourng Ung. Haar geboortedatum is onbekend; de Rode Khmer vernietigde vele geboorteregisters van de inwoners van de steden in Cambodja. Toen ze tien jaar oud was, ontsnapte ze uit Cambodja als een overlevende van wat later bekendstond als "the Killing Fields" tijden de overheersing van Pol Pots Rode Khmer-regime. Na haar emigratie naar de Verenigde Staten en aanpassing aan haar nieuwe thuisland, schreef ze twee boeken over haar levenservaringen van 1975 tot 2003.
Anno 2008 is Ung getrouwd en woont ze in Shaker Heights, een buitenwijk van Cleveland.

## Biografie

### Memoires
Het eerste deel van Ungs memoires, Eerst doodden ze mijn vader, gaat over haar ervaringen in Cambodja van 1975 tot 1980:
"Van 1975 tot 1979 – door executie, voedselgebrek, ziekten, en slavenarbeid – doodde de Rode Khmer systematisch ongeveer twee miljoen Cambodjanen, bijna een kwart van de populatie van het land.  Dit is een verhaal van overleven: van mijzelf en van mijn familie. Hoewel de gebeurtenissen in dit boek mijn ervaringen zijn, geeft mijn verhaal ook dat van miljoenen andere Cambodjanen weer. Als jij tijdens deze periode in Cambodja had geleefd, was dit ook jouw verhaal."   
Het boek werd in 2000 gepubliceerd in de Verenigde Staten door HarperCollins, het werd een nationale bestseller en in 2001 won het de prijs voor "Excellence in Adult Non-fiction Literature" van de Asian/Pacific American Librarians' Association. Eerst doodden ze mijn vader is sinds toen gepubliceerd in twaalf landen en in negen verschillende talen. 
Het tweede deel van haar memoires, Het kind dat ik was, geeft de periode weer waarin ze probeerde te wennen aan het leven in de Verenigde Staten met en zonder haar familie en de ervaringen van haar overlevende familieleden. Een deel van haar familie leefde nog in Cambodja gedurende de oorlog tussen de Vietnamese troepen en de Rode Khmer. Het boek beslaat de periode van 1980 tot 2003, en HarperCollins publiceerde het in 2005.
Beide boeken heeft Ung in de eerste persoon, en voor het grootste deel in de tegenwoordige tijd geschreven. Ze beschreef de gebeurtenissen en omstandigheden alsof ze voor de ogen van de lezer gebeurden. 

### Vroege leven: 1970–1975
Ungs vader is geboren in het kleine dorpje Tro Nuon in Kampong Cham in 1931. Haar moeder kwam uit China en verhuisde op jonge leeftijd met haar familie naar Cambodja. Ze trouwden tegen de wensen van haar moeders familie in. Uiteindelijk gingen ze met hun kinderen in een appartement op de derde verdieping van een flat in het centrum van Phnom Penh wonen. Door zijn goede gedrag tijdens de vorige regeringsperiode van Prince Norodom Sihanouk, mocht Ungs vader als ambtenaar werken tijdens de regering van Lon Nol. Hij werd een hooggeplaatste politiefunctionaris.  De familie was rijk genoeg om twee auto’s en een truck te bezitten. Daarnaast hadden ze in hun huis stromend water, een toilet, en een ijzeren badkuip, luxegoederen die in die tijd in Cambodja nog vrij zeldzaam waren. Daarnaast hadden ze de beschikking over telefoons en een schoonmaakster. Ze gingen regelmatig naar de bioscoop, het zwembad of de nabijgelegen disco. Naar eigen zeggen had Loung een gelukkig en zorgenvrij leven in een liefhebbende familie, tot 17 april 1975, toen de Rode Khmer Cambodja innam. Het gezin vertrok toen uit Phnom Penh.

### Evacuatie: 1975
Ung was vlak bij haar huis aan het spelen toen de trucks met Rode Khmer-troepen de buurt binnenvielen. De populatie van Phnom Penh, geschat op bijna twee miljoen mensen, werd gedwongen te evacueren. De Ungs verlieten abrupt hun huis met de weinige bezittingen die in hun truck pasten. Toen de benzine opraakte moesten ze de truck achterlaten. Ze verzamelden de essentiële spullen die ze nog konden dragen en begonnen aan, wat later bleek, een zevendaagse voettocht naar Bat Deng tussen de lange stroom vluchtelingen, voortgedreven door soldaten van de Rode Khmer. Onderweg stopten ze alleen ’s avonds om te slapen en voedsel te zoeken. Sem Ung, die zich voordeed als het hoofd van een boerenfamilie, kwam gelukkig voorbij het militaire controlepunt in Kom Baul. Veel vluchtelingen die werden gezien als een bedreiging voor de nieuwe regering omdat ze voorgaand een educatieve, politieke of ambtelijke positie hadden vervuld werden daar geëxecuteerd. Op de zevende dag, toen de Ungs Bat Deng naderden, vond Loungs oom ze en zorgde ervoor dat ze in zijn dorp, Krang Truop, konden wonen.
Ung en haar gezin bleven daar maar een paar maanden; haar vader was bang dat nieuw gearriveerde vluchtelingen uit Phnom Penh zijn identiteit zouden onthullen. Hij zorgde ervoor dat de familie getransporteerd kon worden naar Battambang, het dorp waar Loungs grootmoeder woonde. Dit plan werd echter omvergeworpen door de Rode Khmer; in plaats daarvan werden ze met ongeveer 300 ander vluchtelingen naar het dorp Anglungthmor gebracht, hier verbleven ze vijf maanden. Tijdens die tijd stierf meer dan de helft van de nieuwkomers in Anglungthmor aan ondervoeding, voedselvergiftiging of ziekte; er heerste een groot voedseltekort. 
Doordat hij weer bang was dat zijn banden met de regering van Lon Nol ontdekt werden, probeerde Sem weer overgeplaatst te worden. De Rode Khmer stuurde ze naar Ro Leap, waar ongeveer 60 andere families op diezelfde dag arriveerden.

### Scheiding, ondervoeding, en de dood: 1976–1978
Ro Leap werd Ungs thuis voor de komende 18 maanden. Ze waren geheel afgesloten van de buitenwereld en constant in angst voor de soldaten van de Rode Khmer die het dorp bewaakten. De vluchtelingen werden gedwongen hard en veel te werken met veel te weinig voedsel. Ondervoeding en fysieke uitputting werd een manier van leven. Een paar maanden na hun aankomst werden Loungs oudste broers, de 18 jaar oude Meng en de 16 jaar oude Khouy, en haar oudste zus, de 14 jaar oude Keav, getransporteerd naar verschillende werkkampen. Zes maanden later, in augustus 1976, stierf Keav aan voedselvergiftiging in het tienerwerkkamp bij Kong Cha Lat. In december kwamen twee soldaten naar Ungs hut en eisten van Loungs vader dat hij kwam helpen met het uitgraven van een vastgelopen wagen; er werd nooit meer iets van hem vernomen.
Loung, haar broer, de 11 jaar oude Kim en haar twee zussen, de 9 jaar oude Chou en de 4 jaar oude Geak bleven met hun moeder in Ro Leap tot mei 1977. Tijdens deze periode hielden ze zich in leven met de hulp van Meng en Khouy, die hun het kleine beetje eten dat ze konden missen brachten vanuit hun werkkamp. Daarnaast riskeerde Kim zijn leven door ’s nachts maïs te stelen van de door soldaten bewaakte velden. In mei stuurde hun moeder Kim, Chou en Loung weg van Ro Leap met de instructies zich als wees voor te doen en nooit meer terug te komen, nadat een buurgezin plotseling ’s nachts ontvoerd was. 
Kim volgde zijn eigen weg, terwijl Loung en Chou in een nabijgelegen kinderwerkkamp werden opgenomen als wezen. Door de betere voedselvoorziening sterkten Loung en Chou langzaam aan. In augustus 1977 werd de zevenjarige Loung doorgestuurd naar een trainingskamp voor kindsoldaten. Hierdoor werd ze gedwongen haar zus Chou achter te laten.
In de daaropvolgende zeventien maanden leerde Ung hoe ze moest vechten tegen de Vietnamese soldaten. In november 1978 verliet ze ’s nachts zonder toestemming haar kamp om terug te gaan naar Ro Leap om haar moeder en zusje te bezoeken. Toen ze aankwam merkte ze dat hun hut leeg was, maar dat de bezittingen van haar moeder er nog waren. Een vrouw uit de buurt vertelde haar dat haar moeder en zus meegenomen waren door soldaten. Zij werden ook nooit meer teruggezien.
In januari 1979 kreeg het Vietnamese leger meer controle over Phnom Penh en trokken ze steeds meer naar het westen. Mortierexplosies in hun kamp zorgden ervoor dat Ung en de andere dorpelingen moesten vluchten. In deze chaos vonden haar broer Kim en haar zus Chou haar langs de weg. Ze liepen naar Pursat City en stopten alleen om te slapen en eten te zoeken. Een aantal dagen later kwamen ze aan in Pursat City, een vluchtelingenkamp in handen van Vietnamese troepen. Uiteindelijk kregen ze onderdak bij families die hiertoe bereid waren. Het kamp werd soms aangevallen door soldaten van de Rode Khmer en ook hier zag de 9-jarige Loung meer van de ellende van de oorlog. 

### Vlucht uit Cambodja: 1979–1980
In maart 1979 arriveerden Meng en Khouy, die ook uit hun kampen waren ontsnapt na de invasie van het Vietnamese leger, in Pursat City.  In april vonden de Ungs elkaar weer terug en begonnen ze aan een 18-daagse tocht naar Bat Deng, waar ze bij hun oom Leang en zijn familie verbleven. Tijdens deze tijd trouwde Meng met Eang, een 20-jarig Chinees meisje dat van haar familie was gescheiden geraakt. Loungs oom en tante regelden de ceremonie. Later hoorden ze dat Eangs vader en moeder veilig in Vietnam verbleven, en Meng en Eang gingen erheen om hen te zien. Met hun hulp zetten Meng en Eang een plan op om via Vietnam in Thailand te komen. Daarna hoopten ze uiteindelijk te kunnen vluchten naar de Verenigde Staten. Meng ging alleen terug naar Bat Deng. Doordat ze weinig bezittingen hadden kon hij maar één gezinslid terug naar Vietnam meenemen; ze kozen voor Loung, onder andere omdat zij nog jong genoeg was om zich in een nieuw land aan te kunnen passen.
In oktober werden Loung en Meng Vietnam binnengesmokkeld met een vissersboot. Ze verbleven bij Eang en haar familie. In december verhuisden Loung, Meng en Eang naar een woonboot in Long Deang tijdens de voorbereiding van hun ontsnapping naar Thailand. In februari 1980 kwamen ze aan in het vluchtelingenkamp Lam Sing aan de kust van Thailand, na een driedaagse reis in de handen van smokkelaars over de Golf van Thailand. Samen met duizenden andere vluchtelingen wachtten ze op een ticket naar een ander land. De Ungs wachtten al vier maanden in Lam Sing voordat ze te horen kregen dat de Conference of Catholic Bishops en de Holy Family Church in Essex Junction, Vermont, hun sponsors werden. Half juni 1980 stapten Loung, Meng en Eang op het vliegtuig bij Bangkok International Airport en begon de reis naar hun nieuwe thuis.

### Het leven in Amerika: 1980–2006

#### Educatie in de Verenigde Staten
Hun sponsors brachten ze van Burlington International Airport naar Essex Junction en lieten hen in een klein appartement wonen. De eetkamer functioneerde ook als Loungs slaapkamer. Kerkleden bleven ze ondersteunen door ze te helpen met Engelse lessen. In een paar maanden werd Meng, die het Engels goed oppikte, aangenomen als vertaler voor nieuw binnengekomen vluchtelingen in Vermont. Eang vond werk in een lokale fabriek. 
In september begon de 10-jarige Loung met school in de derde klas. Door de taalbarrière waren de eerste jaren er moeilijk voor haar. Tijdens die jaren kreeg ze veel bijles. In het laatste stadium van Eangs zwangerschap, stopte Meng met zijn studie op een nabijgelegen college en nam hij twee banen. 21 december werd Meng en Eangs dochter Maria geboren.
In 1983, ging Loung naar de ADL Intermediate School, en ging verder met het leren van Engels (ESL). Meng and Eang vonden allebei een baan bij IBM tijdens de avond dienst en Loung, nu 13 jaar oud, zorgde na school voor Maria. Meng verzond in de jaren 80 zo vaak hij kon geld en spullen via de Aziatisch gemeenschap in Montreal, Canada, naar hun familie in Cambodja. Sommige van deze pakjes kwamen nooit aan, of misten (een deel van) de inhoud. In 1985 werd Meng en Eangs tweede dochter, Victoria, geboren. Loung begon haar eerste jaar aan de Essex Junction High School. Een paar maanden later werden Meng en Eang officieel Amerikaans staatsburger. Begin 1986 betrokken ze, met hulp van hun sponsors, hun eigen huis met twee verdiepingen in een nabijgelegen buurt. Loung, die toen zestien jaar was, was erg blij met haar eigen kamer.  
Later dat jaar prees Loungs leraar haar voor een Engels opstel over haar leven in Cambodja. Hij moedigde haar aan het hele verhaal op te schrijven. Tijdens de zes jaar in de Verenigde Staten had Loung veel last van eenzame en verdrietige perioden. Na een poging tot zelfmoord besloot ze pen en papier te pakken en haar levensverhaal van zich af te schrijven.  
Na maanden omvatte haar dagboek honderden pagina’s. Ook later hield ze nog jaren een dagboek bij. Achteraf verklaarde Loung dat het vertalen van haar gevoelens in woorden een goede invloed op haar hadden. 
In 1989, slaagde Loung voor de high school, en in de herfst startte ze bij Saint Michael's College met financiële hulp van een 4-jarige studiebeurs van het Turrell Scholarship Fund. Tijdens deze jaren maakte ze bewust de beslissing om activiste te worden en ontmoette ze haar toekomstige man. In begin 1992, studeerde Loung aan het Cannes International College als een deel van het Saint Michael's curriculum. Tijdens die tijd ontmoette ze haar jongste broer Kim weer. Hij was vanuit Cambodja naar Thailand gevlucht en was uiteindelijk met behulp van zijn tante Heng in 1985 via Duitsland in Frankrijk terechtgekomen. In 1993, studeerde Loung af aan het Saint Michael’s College en vond werk als leraar bij een opvangtehuis voor misbruikte vrouwen in Lewiston.

#### Carrière
In 1995 reisde Loung voor de eerste keer weer terug naar Cambodja, sinds ze er vijftien jaar eerder vandaan was gevlucht. Tijdens dit bezoek ontmoetten zij en Meng de familieleden die zij achter zich gelaten hadden weer opnieuw. Ze hoorden over de moorden door de Rode Khmer op veel van hun andere familieleden. Een tijdje later verhuisde Loung van Maine naar Washington, D.C. Aan het einde van 1996, sloot ze zich aan bij Vietnam Veterans of America Foundation (VVAF), een internationale humanitaire organisatie die gratis fysieke rehabilitatie klinieken, protheses, en mobiliteitshulpmiddelen verstrekt in veel landen waaronder een aantal provincies in  Cambodja. In 2005, reisde Loung voor de vijfentwintigste keer naar Cambodja als vertegenwoordiger voor de VVAF’s "International Campaign to Ban Landmines". De VVAF heeft sinds 1991, meer dan 15,000 geholpen weer te kunnen lopen of een betere kwaliteit te verkrijgen.  
Loung, Meng en Kim gingen terug naar Bat Deng in 1998 voor een grote familie reünie met Khouy, Chou, en al hun andere familieleden zowel jong als oud, zoals hun 88-jarige grootmoeder.  De Ungs regelden een Boeddhistische ceremonie om hun ouders, Sem en Ay, en hun zussen, Keav en Geak die allen stierven tijdens de oorlog, te eren. De dienst werd bezocht door vele honderden familieleden en vrienden. Twee jaar later publiceerde Loung het eerste deel van haar memoires. In 2002 trouwde Loung met haar school liefde, Mark Priemer, en kocht ze een stuk land in Cambodja niet ver bij het huis van haar zus, Chou, vandaan. Tijdens een ceremonie bij Saint Michael's College in mei 2002, werd Loung toegevoegd aan de Alumnae Academic Hall of Fame van de school. Het tweede deel van haar memoires werd gepubliceerd in 2005.

## Kritieken
Ung haar eerste boek is bekritiseerd door leden van de Cambodjaanse gemeenschap in de Verenigde Staten. Een aantal van hen vinden dat haar boek meer een fictief boek is dan een autobiografie. Ze is er van beschuldigd het Khmer-ras verkeerd te presenteren en hierbij op etnische stereotypen in te werken met als achterliggend doel er zelf beter van te worden en het boek te dramatiseren om de verkoop en publiciteit te verhogen. 
Daarnaast hebben sommige Cambodjanen klachten over het boek om andere redenen. Ze zeggen dat ze tijdens het begin van het regime van de Rode Khmer nog maar 5 jaar oud was, en dat het onmogelijk is dat ze zo’n gedetailleerde herinnering heeft van de gebeurtenissen zoals ze in haar boek beschreven zijn. Daarnaast zeggen ze dat ze als kind van een Chinese moeder en een vader die hooggeplaatst was in Phnom Penh, een vertekend en negatief beeld geeft van de Khmer-dorpelingen. 
Er staat een foto in haar eerste boek die volgens Loung genomen is tijdens een gezinsuitje naar Angkor Wat in 1973 of 1974. De burgeroorlog heerste sinds 1970 in Cambodja en de Rode Khmer had Siem Reap (de locatie van Angkor Wat) bezet vanaf 1973. Het is dus niet waarschijnlijk dat Ungs familie daar in die tijd vakantie vierde. Ze denken dat de foto in Wat Phnom, in Phnom Penh, genomen is. Hieruit blijkt dat Ungs geheugen niet betrouwbaar is.
Eind 2000 reageerde Ung op de eerdere kritieken.